# International Software Testing Qualifications Board
De International Software Testing Qualifications Board (ISTQB) is een internationale organisatie die een internationaal gestandaardiseerde opleiding met toetsen en certificaten voor softwaretesters aanbiedt. Bij het ISTQB zijn de ontwikkeling van het leerplan, de opleiding en het toetsen onafhankelijk van elkaar georganiseerd. Hierdoor moet de kwaliteit en neutraliteit gewaarborgd worden.

## Trainers
De opleidingen tot ISTQB-gecertificeerde testers, mogen alleen aangeboden worden door opleiders die door de ISTQB goedgekeurd zijn, die door hen geaccrediteerd zijn. Met deze accreditatie bewijst de opleidingsaanbieder dat in zijn opleiding het leerplan volledig en correct wordt aangeboden. Het opleidingsprogramma wordt in 42 landen aangeboden (stand: juli 2009). Het ISTQB werd in november 2002 in Edinburgh opgericht.

## Opleiding en certificaat
Als iemand slaagt voor een opleiding krijgt deze een certificaat. De volgende opleidingen/certificaten zijn er op het ogenblik voor de verschillende doelgroepen:
- Foundation Level – de basisopleiding voor iedereen die betrokken is bij het testen.
- Advanced Level – voor testmanagers.
- Advanced Level – voor functionele testanalisten.
- Advanced Level – voor technische testers.
- Full Advanced Level – voor de seniors.
- Expert Level – in voorbereiding voor de experts

## Inhoud van de opleiding
Bij het Foundation Level worden vragen gesteld over het wat en waarom van softwaretesten. Het Foundation Level is bedoeld voor iedereen die betrokken is bij het testen; er wordt gevraagd naar basiskennis.
De Advanced Level-opleidingen zijn praktischer en gaan meer in op "hoe" er getest kan worden. Voor de verschillende doelgroepen zijn er aparte Advanced Level-opleidingen.
De Expert Level-opleiding, voor experts, is nog in voorbereiding.

## Vooropleiding
Voor het Foundation Level is geen vooropleiding vereist. Ook zijn er geen verdere eisen. Voor het Advanced Level wordt geëist dat de deelnemers geslaagd zijn voor het Foundation Level en minstens 18 maanden beroepservaring kunnen bewijzen. In de Verenigde Staten worden zelfs 60 maanden beroepservaring gevraagd en in India 24 maanden.

## Toetsing
De toetsing kan direct aansluitend op de opleiding plaatsvinden. Ook is het mogelijk dat er los van een opleiding / training, een test afgenomen wordt (bijvoorbeeld in een testcentrum). Over de hele wereld zijn er in 37 landen testbureaus (stand: april 2008). In Nederland kan men zowel in het Nederlands als in het Engels de tests afnemen.
De kosten voor de Foundation Level bedragen ongeveer 200 tot 300 euro en voor de Advanced Level 120 tot 150 euro (stand: september 2006).
De tests hebben uitsluitend meerkeuzevragen. Ze worden per computer afgenomen en men heeft (daardoor) direct de uitslag. Als men slaagt, krijgt men een certificaat dat levenslang geldig blijft. Het certificaat wordt per post opgestuurd. Vanaf 2005 is hiervoor 80% geslaagd.

## Aantal gecertificeerde testers
Op het ogenblik zijn er wereldwijd meer dan 200.000 mensen met een ISTQB certificaat, daarmee is het wereldwijd het meest verbreide certificeringsprogramma voor software testers. In Nederland is ook Tmap erg bekend. Een oorzaak van deze snelle uitbreiding van het ISTQB is dat allerlei andere organisaties voor het opleiden en certificeren van software testers, zoals bijvoorbeeld het ISEB (Information Systems Examination Board), zich bij het ISTQB aansluiten. Een andere oorzaak is dat er ook zonder voorbereidende cursus, maar door zelfstudie, gestudeerd kan worden. Het lesmateriaal staat namelijk gewoon op internet en kan gratis gedownload worden.